# Władimir Bortko
Władimir Władimirowicz Bortko (ur. 7 maja 1946 w Moskwie) – rosyjski reżyser, scenarzysta, producent filmowy, Ludowy Artysta Federacji Rosyjskiej (2000), Zasłużony Działacz Sztuki Federacji Rosyjskiej (1994), Narodowy Artysta Ukrainy (2003), laureat Państwowej Nagrody Rosyjskiej Federacyjnej Socjalistycznej Republiki Radzieckiej za serial Psie serce (1988), kawaler Orderu Honoru (2006), deputowany rosyjskiej Dumy Państwowej i zastępca przedstawiciela komitetu Dumy Państwowej w sprawach kultury.

## Życiorys
Urodził się w rodzinie reżysera teatralnego Władimira Bortko i aktorki Mariny Zacharenko. Został wychowany w rodzinie ukraińskiego dramaturga Aleksandra Kornejczuka, który był jego ojczymem. Po ukończeniu kijowskiego technikum geologicznego (1965) i służbie w armii (1965-1966) pracował jako elektryk w Kijowie.
W roku 1969 wstąpił do Państwowego instytutu sztuk teatralnych im. I.K. Karpenko-Karego w Kijowie. Ukończywszy szkołę w 1974 roku, pracował jako asystent reżysera, potem jako producent filmowy i w 1975 roku stworzył swój pierwszy film Kanał.
W 1980 roku został producentem w wytwórni filmowej Lenfilm, gdzie stworzył swoje kolejne dzieło Komisja śledcza.
Władimir Bortko zyskał popularność dzięki komedii Blondynka za rogiem, w rolach głównych wystąpili Andriej Mironow i Tatiana Dogilewa.
Ekranizacja opowiadania Michaiła Bułhakowa Psie serce zapewniła Władimirowi Bortko światowy sukces i uznanie w środowisku filmowym – film został pokazany na festiwalu Grand Prix w Perugii. Rola profesora Filipa Preobrażeńskiego jest jedną z najlepszych kreacji Jewgienija Jewstingiejewa, natomiast rola Szarikowa zapoczątkowała karierę Władimira Tołokonnikowa.
W 1991 roku wszedł na ekrany kin dramat wojenny Morderczy Afganistan, w którym wystąpił włoski aktor Michele Placido. Po nakręceniu komedii Powodzenia, panowie! oraz dramatu Cyrk spłonął i klauni się rozbiegli Bortko pod pseudonimem Jan Chudokormow stworzył kilka sezonów serialu telewizyjnego Ulice rozbitych lamp.
W roku 2000 nakręcił kilka kolejnych seriali (Bandycki Petersburg, Idiota i Mistrz i Małgorzata), które cieszyły się ogromną popularnością wśród telewidzów i za które otrzymał wiele prestiżowych nagród.
2 kwietnia 2009 roku odbyła się premiera filmu Taras Bulba z ukraińskim aktorem Bohdanem Stupką w roli głównej. Od daty premiery do 9 maja film obejrzało 3,74 mln ludzi.
Członek Rosyjskiej akademii sztuki kinematograficznej (od 2003), laureat wielu krajowych i międzynarodowych festiwali filmowych. Dyrektor generalny Studia 2-B-2 interteinmen (od 1991).
Obecnie mieszka w Sankt Petersburgu.

## Poglądy polityczne
Był członkiem KPZR od 1983 do 1991 r. Od marca 2007 roku Władimir Bortko jest członkiem Komunistycznej Partii Federacji Rosyjskiej. W jednym z wywiadów Bortko wyjawił, że jedyną siłą, która realnie przeciwstawia się partii u władzy, jest KPRF. Ma negatywny stosunek do rosyjskich liberałów.
Podczas wyborów prezydenckich 2008 podtrzymywał kandydaturę Giennadija Ziuganowa, twierdząc, że ma on konkretny plan odrodzenia kraju i uratowania narodu. Przy tym, według Bortko, Putina i Ziuganowa łączy miłość do Ojczyzny.
4 grudnia 2011 wybrany na deputowanego do Dumy Państwowej. 8 listopada 2012 roku uczestniczył w debacie z Przedstawicielem partii politycznej LDPR Władimirem Żyrinowskim.
11 marca 2014 roku Bortko podpisał petycję działaczy kultury Federacji Rosyjskiej dotyczącą poparcia polityki prezydenta Rosji W.W. Putina na Ukrainie i na Krymie.

## Filmografia

### Reżyseria
- 1974 – Doktor (film krótkometrażowy)
- 1976 – Kanał
- 1978 – Komisja śledcza
- 1980 – Mój tata – idealista
- 1982 – Blondynka za rogiem
- 1984 – Bez rodziny
- 1986 – Głos
- 1987 – Jedinożny sołgaw
- 1988 – Psie serce
- 1991 – Morderczy Afganistan
- 1992 – Powodzenia, panowie
- 1996 – Ulice rozbitych lamp (pod pseudonimem Jan Chudokormow)
- 1998 – Cyrk spłonął i klauni się rozbiegli
- 2000 – Bandycki Petersburg. Baron (serial)
- 2000 – Bandycki Petersburg. Adwokat (serial)
- 2003 – Idiota (serial)
- 2005 – Mistrz i Małgorzata (serial telewizyjny 2005)
- 2009 – Taras Bulba
- 2011 – Piotr Pierwszy. Testament (serial)

### Scenariusz
- 1987 – Jedinożny sołgaw
- 2000 – Bandycki Petersburg. Baron (serial)
- 2000 – Bandycki Petersburg. Adwokat (serial)
- 2003 – Idiota (serial)
- 2005 – Mistrz i Małgorzata (serial)
- 2008 – Taras Bulba
- 2011 – Piotr Pierwszy. Testament (serial)

### Producent
- 2003 – Idiota (serial)
- 2004 – Legenda o Tampuku (serial)
- 2004 – Honor mam!.. (serial)
- 2005 – Mistrz i Małgorzata (serial)
- 2007 – Sprawa honoru (serial)
- 2011 – Piotr Pierwszy. Testament (serial)

### Oczekiwane
- 2014 – Dusza szpiega (film)